# ديلان ووكر
ديلان ووكر (بالإنجليزية: Dylan Walker)‏ هو لاعب دوري الرغبي أسترالي، ولد في 27 سبتمبر 1994 في سيدني في أستراليا.